# Damaged (Arrow)
Damaged es el quinto episodio de la primera temporada de la serie estadounidense de drama y ciencia ficción, Arrow. El episodio fue escrito por Wendy Mericle y Ben Sokolowski, dirigido por Michael Schultz y fue estrenado el 7 de noviembre de 2012 en Estados Unidos por la cadena CW. En Latinoamérica, Warner Channel estrenó el episodio el 26 de noviembre de 2012.
Después de ser aprehendido por asesinato, Oliver dice que sólo aceptará que Laurel lo defienda, a lo que ella acepta. Las cosas se ponen tensas cuando, en la prueba del polígrafo, el Detective Lance le pregunta a Oliver si había alguien más con él en la isla.

## Argumento
Oliver está acusado de ser el Vigilante e insta a su madre pedirle a Laurel que lo defienda. Laurel acepta y consigue que Oliver permanezca bajo arresto domiciliario. Oliver renuncia a la oferta de alegar enfermedad mental y en vez de eso decide hacerse una prueba con el detector de mentiras, en donde afirma no ser el Vigilante, pero el Detective Lance le pregunta sobre si estuvo solo en la isla y es entonces que Oliver revela que él no era el único en la isla, que fue torturado y responsable de la muerte de Sarah.
Diggle, bajo la identidad del Encapuchado, evita una venta ilegal de armas de fuego y al mismo tiempo crea una serie de testigos que ayudarán a exonerar a Oliver de los cargos, quien al mismo tiempo ofrece una fiesta temática en la mansión Queen, donde también se encuentra el detective Lance. En la fiesta, Oliver sufre un atentado de parte de los enemigos del Vigilante. Oliver es absuelto y ahora puede continuar con su misión.
Walter indica al jefe de seguridad de los Queen mover los restos del barco, pero el hombre aparece misteriosamente muerto en un accidente. Cansado de las mentiras de Moira, Walter decide ir a un largo viaje de negocios.
En un flashback de la isla, Yao Fei quiere enseñar a Oliver a disparar con un arco, pero este es.capturado por unos hombres, que lo llevan a un campo de concentración, al mando de Edward Fyers. Oliver le explica su situación y le dice que su familia puede pagar bien si se le ayuda a regresar a casa, pero Fyers solo parece estar interesado en encontrar a Yao Fei. Oliver decide no revelar la ubicación y es brutalmente torturado por un hombre enmascarado, antes de que Yao Fei, aparezca y sea capaz de liberarlo.

## Elenco
- Stephen Amell como Oliver Queen.
- Katie Cassidy como Dinah Laurel Lance.
- Colin Donnell como Tommy Merlyn.
- David Ramsey como John Diggle.
- Willa Holland como Thea Queen.
- Susanna Thompson como Moira Queen.
- Paul Blackthorne como el detective Quentin Lance.

## Continuidad
- Tommy Merlyn y Felicity Smoak fueron vistos anteriormente en Lone Gunmen.
- El episodio marca hasta ahora la única aparición de Kate Spencer.
- El episodio marca la primera aparición de Edward Fyers y Billy Wintergreen.

## Desarrollo

### Producción
La producción de este episodio comenzó el 13 de agosto y terminó el 21 de agosto de 2012.

### Filmación
El episodio fue filmado del 22 al 31 de agosto de 2012.

## Recepción

### Recepción de la crítica
Jesse Schedeen de IGN criticó positivamente el episodio, calificándolo de grandioso y otorgándole una puntuación de 8.6, elogiando la mejora en los diálogos y las escenas de acción, diciendo: "La escena de la pelea entre Deathstroke y Yao Fei fue magnífica y probablemente la mejor secuencia de acción que la serie ha ofrecido hasta ahora", añadiendo: "Además de otras cosas, el episodio de esta semana fue notable por introducir al maestro asesino, Deathstroke. Ya habíamos visto un par de villanos menores de DC en la forma de China White y Deadshot, pero Deathstroke es un paso más adelante para la integración por completo del universo DC a la serie", y continúa elogiando la actuación de David Ramsey: "Todo valió la pena sólo para ver a Diggle vestido como Arrow. Mucho más que ser un compinche, Diggle se ha establecido rápidamente como un socio valioso en la guerra contra el crimen de Ollie. Voy a estar severamente decepcionado si no conseguimos acción de "Green Diggle" en algún momento".

### Recepción del público
El episodio fue visto por 3.75 millones de espectadores, recibiendo 1.3 millones entre los espectadores entre 18-49 años.